# Franken Dance Festival
Das Franken Dance Festival (FDF) ist ein großes Tanzsport-Turnier, das seit 2003 jährlich in Roth stattfindet. Stand 2014 galt es mit 810 Tanzpaaren als das größte Turnier Bayerns.

## Geschichte
Das Turnier findet seit 2003 jährlich statt, mit Ausnahme der Jahre 2020 und 2021, als das Turnier wegen der COVID-19-Pandemie ausfallen musste.
Das Turnier wurde ursprünglich von den drei Tanzsportvereinen TSZ Schwabach, TSC Roth und TSC Rot-Gold-Casino Nürnberg (RGC) ausgerichtet. 2018 ersetzte der Verein SpVgg Roth den 2017 ausgeschiedenen Ausrichter-Verein TSC Roth.
2002 beschloss das Präsidium des Landestanzsportverbandes Bayern (LTVB), als Veranstalter dieses Turnieres zu fungieren.
Seit 2012 wird auf dem Turnier zusätzlich der Wolfram-Galke-Pokal ausgetragen (benannt nach einem der ursprünglichen Initiatoren des Franken Dance Festival, der Landeslehrwart und selbst erfolgreicher Tanzsportler war). Ebenso wird der Kurt-Haas-Pokal auf dem Turnier ausgetragen. Beide Pokale sind mit Preisgeldern versehen.

## Turnier
Das Turnier findet üblicherweise Mitte Oktober an zwei Tagen (Samstag und Sonntag) in der Anton-Seitz-Halle in Roth statt. Getanzt wird insgesamt für jeweils 10–12 Stunden pro Tag. Es handelt sich um ein Dreiflächenturnier, d. h. es werden drei Turniere gleichzeitig getanzt und von Wertungsrichtern gewertet.
Das Franken Dance Festival wird als überregionale Tanzsportveranstaltung von Tanzpaaren aus ganz Deutschland, sowie auch aus dem Ausland (z. B. Österreich, Schweiz, Tschechien, Slowakei und Slowenien), besucht.
Jedes Jahr treten hunderte Tanzpaare verschiedener Altersklassen (von Kindern bis Senioren/Masters) und Leistungsklassen auf dem Turnier gegeneinander an. So verzeichnete das Franken Dance Festival z. B. im Jahr 2010 mehr als 700 Tanzpaare (1400 Tänzer und Tänzerinnen), 60 Wertungsrichter und 800 Besucher (mit üblicherweise mehr als 100 Helfern der ausrichtenden Vereine). 2014 wurde es als größtes Turnier Bayerns und 2006 als eines der größten Turniere Deutschlands bezeichnet.

## Startklassen
Folgende Startklassen werden auf dem Turnier (Stand 2023) angeboten, jeweils in Latein und Standard:
- Kinder (D/C)
- Junioren I (D/C/B)
- Junioren II (D/C/B)
- Jugend (D/C/B/A)
- Hauptgruppe (D/C/B/A)
- Hauptgruppe II (D/C/B/A)
- Masters I (D/C/B/A)